# چشم قلبی
چشم قلبی (به انگلیسی: Heart Eyes) یک فیلم اسلشر آمریکایی در سبک کمدی رمانتیک محصول سال ۲۰۲۵ به کارگردانی جاش روبن و نویسندگی فیلیپ مورفی، کریستوفر لندون و مایکل کندی است. اولیویا هولت، میسون گودینگ، میکلا واتکینس، دوون ساوا و جوردانا بروستر در این فیلم به ایفای نقش پرداخته‌اند.
این فیلم در ۷ فوریه ۲۰۲۵ توسط گروه سینمایی سونی پیکچرز در ایالات متحده و توسط ریپابلیک پیکچرز در سطح بین‌المللی در ایالات متحده منتشر شد. و عموماً نقدهای مثبتی از سوی منتقدان دریافت کرد و در سراسر جهان ۳۳ میلیون دلار فروخت.

## خلاصه داستان
همکارانی که تا دیروقت در روز ولنتاین کار می‌کنند توسط قاتل بدنامی بنام چشم قلبی آنها را با یک زوج اشتباه می‌گیرد.

## ساخت
فیلمبرداری در ژوئن ۲۰۲۴ در نیوزیلند آغاز شد.

## بازخوردها
- در وب‌سایت جمع‌آوری نقد راتن تومیتوز از نظرات ۱۵۴ منتقد، با میانگین امتیاز ۶٫۳ از ۱۰ مثبت است.
- در متاکریتیک، که از میانگین وزنی استفاده می‌کند، بر اساس رای ۲۸ منتقد، امتیاز ۶۱ از ۱۰۰ را به فیلم اختصاص داد که نشان دهنده نقدهای «به طور کلی مطلوب» است.
- تماشاگران شرکت‌کننده در نظرسنجی سینماسکور به فیلم نمره متوسط «B–» را در مقیاس A+ تا F دادند، در حالی که آن‌هایی که توسط پست‌ترک مورد بررسی قرار گرفتند به آن نمره کلی ۶۸ درصد مثبت دادند.